# 天草市立御所浦恐竜の島博物館
天草市立御所浦恐竜の島博物館（あまくさしりつごしょうらきょうりゅうのしまはくぶつかん、英: Amakusa Museum of Goshoura Dinosaur Island）は、熊本県天草市の離島の御所浦島にある、天草市立の自然史博物館。恐竜をはじめとしたさまざまな化石や地質など、天草の1億年の歴史をテーマとしている。

## 概要
1997年3月に御所浦島で恐竜化石が発見されたことを機に、御所浦白亜紀資料館が同年7月に開館。その御所浦白亜紀資料館が全面リニューアルを行い、2024年3月20日に「天草市立御所浦恐竜の島博物館」として新しく開館した。天草地域の化石や岩石、現生生物の関するさまざまな標本から世界の恐竜化石まで、約2000点が展示されている。
近くには、化石採集体験（化石ディグ）ができるトリゴニア砂岩化石採集場がある。また、「アンモナイト館」「白亜紀の壁」「ニガキ化石公園」「弁天島の恐竜足跡化石発見地」「京泊の恐竜化石発見地」など、島のあちらこちらに化石や地層の見どころがあるほか、恐竜のオブジェなどもあり、島をまるごと博物館として楽しむこともできる。
また、天草の自然をより広く活用する取り組みとして「海にうかぶ博物館 あまくさ」を天草市、上天草市、苓北町が連携して推進しており、その情報発信拠点にもなっている。また、同博物館のある「御所浦」は2007年に「日本の地質百選」、天草地域などの熊本県の恐竜化石は2016年に「白亜紀恐竜化石群」として「県の石（化石）」に選定されている。

## 交通アクセス
下記の各港から最寄り港である御所浦港へ定期船が就航している。
- 棚底港 （天草市倉岳町）、本渡港（天草市港町）、大道港（上天草市龍ヶ岳町）

そのほか、水俣港より予約制の乗合海上タクシーが利用できる。